# Oncocnemis ibapahensis
Oncocnemis ibapahensis är en fjärilsart som beskrevs av Barnes och Benjamin 1924. Oncocnemis ibapahensis ingår i släktet Oncocnemis och familjen nattflyn. Inga underarter finns listade i Catalogue of Life.